# Conseil interprofessionnel du vin de Bordeaux
Le Conseil interprofessionnel du vin de Bordeaux (CIVB) est une interprofession représentant trois familles professionnelles de la filière des vins de Bordeaux : la viticulture, le négoce et le courtage.

## Histoire

### Prémices de rapprochement entre négociants et vignerons
Le CIVB est une organisation interprofessionnelle qui associe le monde des négociants et celui des vignerons. Avant sa création officiel, différentes organisations ont essayé de faire ce rapprochement.
En février 1922, est créée l'Union de la propriété et du commerce (UPC), dont le but est de valoriser le rôle des professions organisées, situées entre individu et État.
À côté de l’UPC, le Conseil général de la Gironde lance, en février 1931, le Comité départemental du vin de Bordeaux (CDVB), pour donner aux élus la charge de rationaliser l’activité de propagande du vin de Bordeaux, partagée jusque là entre plusieurs organisations (le Syndicat des expositions des vignobles de la Gironde, le Syndicat de la foire aux vins de Bordeaux et l’Union de la propriété et du commerce).

### Création d'un embryon sous l'Occupation
Les producteurs et négociants, pourtant engagés au sein du CDVB, cherchent toutefois à mettre en place une organisation plus autonome du pouvoir politique local. Le modèle est ici le Comité interprofessionnel des vins de Champagne, créé en avril 1941, et dont le délégué effectue une visite à Bordeaux en 1942. Bénéficiant du soutien de Maurice Sabatier, préfet régional mis en place par Vichy, les viticulteurs et négociants girondins créent, le 23 décembre 1943, un Comité interprofessionnel d'entente et d'études du vin de Bordeaux, afin de gérer les intérêts communs des vignerons et des négociants,.

### Création du CIVB et désaccords sur son financement
C'est finalement par un arrêté du commissaire de la République du 22 février 1945, qu'est officiellement créé le Comité interprofessionnel du vin de Bordeaux. Ses missions sont la représentation des intérêts des professionnels auprès des pouvoirs publics, l’arbitrage entre production et commerce, et l’organisation de la promotion.
Cette nouvelle organisation va toutefois être la cause d'importants désaccords concernant son financement. En effet, un arrêté du 17 août 1945 prévoyait le versement d’une cotisation obligatoire, fixée par hectolitre, à la charge des négociants, coopératives et producteurs. De plus, le CDVB, toujours en place, est en concurrence avec la CIVB. Le Conseil général, afin de préserver son influence sur la filière du vin, est particulièrement actif pour dénoncer le caractère illégal des cotisations obligatoires du CIVB.

### Légalisation du CIVB et monopolisation de la représentation interprofessionnelle
Afin de garantir le statut du CIVB, une proposition de loi est déposée pendant l’été 1946. Un compromis est alors passé à l’Assemblée, permettant la présence des conseillers généraux au sein de l’Assemblée générale du CIVB (8 conseillers généraux sur 43 membres). La loi légalisant le CIVB et son système de cotisation obligatoire est finalement promulguée le 18 août 1948.
Les statuts sont modifiés par le décret 2006-1731 du 9 novembre 2006.

## Objectifs
Le rôle du CIVB est d'établir un contact permanent entre viticulteurs et négociants en vue de faciliter le règlement de questions communes. Il peut aussi par le biais d'accords interprofessionnels étendus par les pouvoirs publics, décider de disciplines collectives applicables à la filière. Outre une mission d'intérêt général (défense des terroirs, lutte contre la contrefaçon, promotion de l'œnotourisme, adaptation à l'environnement concurrentiel...), le CIVB a 3 missions essentielles :
- procéder aux études nécessaires à l’orientation, la régulation et l’organisation du marché des vins de Bordeaux ;
- développer, par la promotion, la demande en vins de Bordeaux ;
- contrôler la qualité des vins de Bordeaux au stade de la commercialisation et soutenir des recherches en vue d'adapter le vignoble et améliorer la qualité des vins.

Ses activités s'inscrivent dans le cadre communautaire (règlement CE1234/2007 portant organisation du marché vitivinicole).

## Organisation
Placé sous la tutelle du ministère de l’Agriculture (et soumis au contrôle économique et financier de l’État), le CIVB est un « établissement privé d’intérêt public », doté de la personnalité morale.

### Gouvernance
Ses statuts prévoit pour sa gouvernance une alternance tous les trois ans entre un représentant des viticulteurs et un représentant des négociants.
Son président de 2013 à 2016 est le vigneron Bernard Farges, également le président d'EFOW, la fédération européenne des vins sous appellation et président de la CNAOC, Confédération nationale des producteurs de vins et eaux de vie de vin à AOC. Il fut mis en cause en 2018 par une association anti pesticides.
De 2016 à 2019, le président du CIVB est Allan Sichel, à la tête de la 326e fortune française, représentant le négoce.
Depuis juillet 2019, Bernard Farges, viticulteur, en est à nouveau le président.

### Financement
Il perçoit, en 2010, des contributions volontaires obligatoires auprès des professionnels du secteur à hauteur de 29 730 000 euros. En 2015, son budget est de 35 millions d'euros.

### Lobbying
Le CIVB déclare à la Haute Autorité pour la transparence de la vie publique exercer des activités de lobbying en France pour un montant qui n'excède pas 10 000 euros sur l'année 2022.
Le CIVB est membre du lobby Vin et société.
Selon Libération, le Chambre d'agriculture et le CIVB entretiendraient une forme d'omerta sur la question de l'usage des pesticides.

## Siège

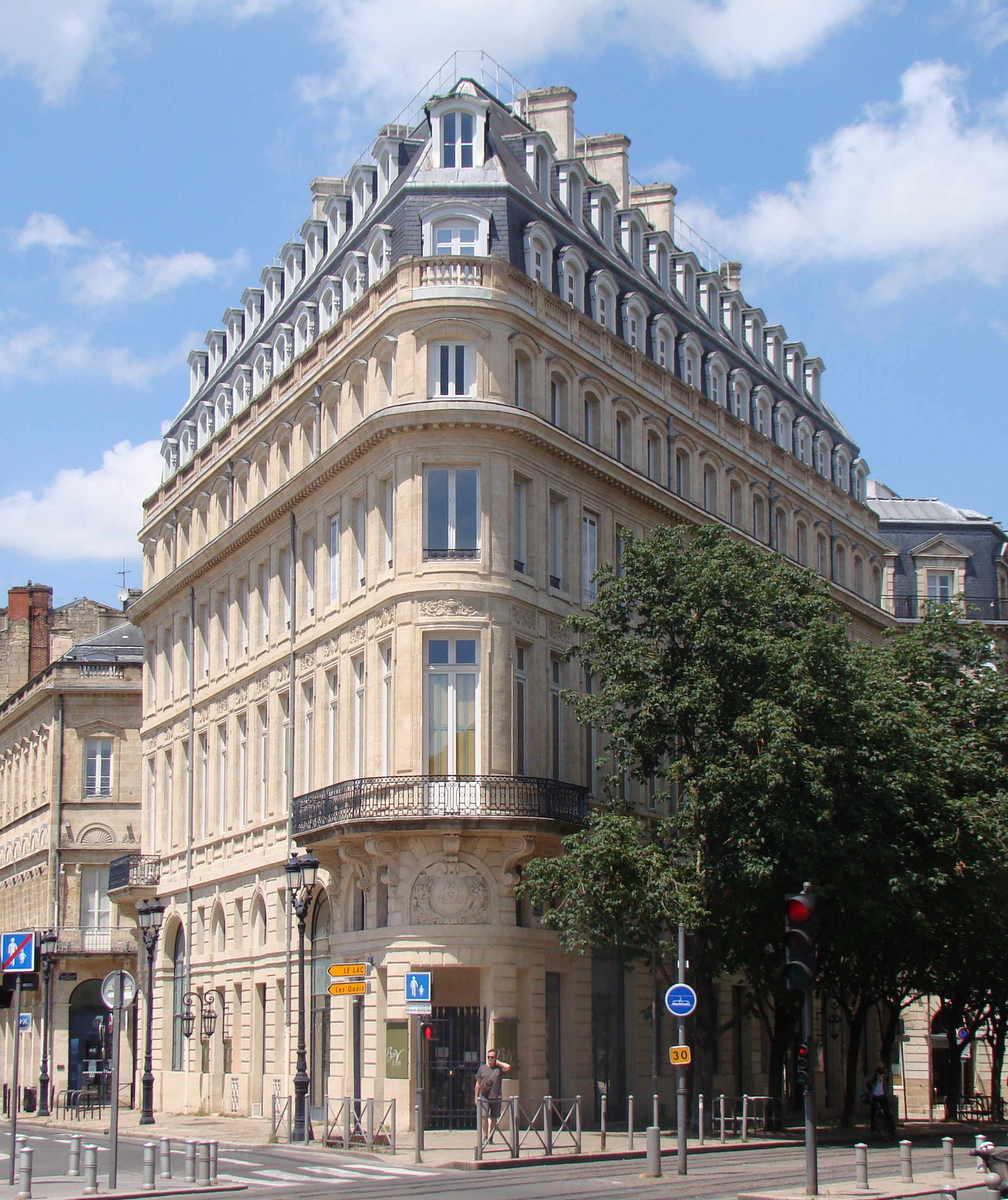
Maison Gobineau, siège du CIVB.

### Maison Gobineau
Depuis sa création en 1948, le CIVB a pour siège la Maison Gobineau. Cet édifice, achevé en 1789, est conçu par l’architecte parisien Victor Louis. C'est son collaborateur, l’architecte et maître maçon Gabriel Durand, qui le met en œuvre pour le compte du conseiller au Parlement Thibault-Joseph de Gobineau (1729-1795). L’immeuble en forme d'étrave de navire définit l’alignement de ce que sera le futur cours du XXX-Juillet et de la façade orientale des allées de Tourny, et constitue ainsi l’amorce d’un quartier développé au XIXe siècle à l’emplacement du château Trompette.
Vers 1920, l’architecte Raymond Mothe surélève l'immeuble d’un double comble, ce qui en modifie les proportions.

### Le bar à vin du CIVB
En 1951 est réalisé le décor du rez-de-chaussée consacré à la dégustation des vins. Les œuvres d'art magnifient le travail de la vigne : une tapisserie d'Aubusson, commandée à Marc Saint-Saëns, sur le thème de la vigne, et deux vitraux de René Buthaud, représentant Bacchus triomphant au milieu des vendangeurs et une allégorie de la ville de Bordeaux. L'espace de dégustation dénommé « Bar à Vin » est entièrement rénové en 2006 par l’architecte Françoise Bousquet, associant architecture néo-classique à colonnade et mobilier contemporain.[réf. nécessaire]

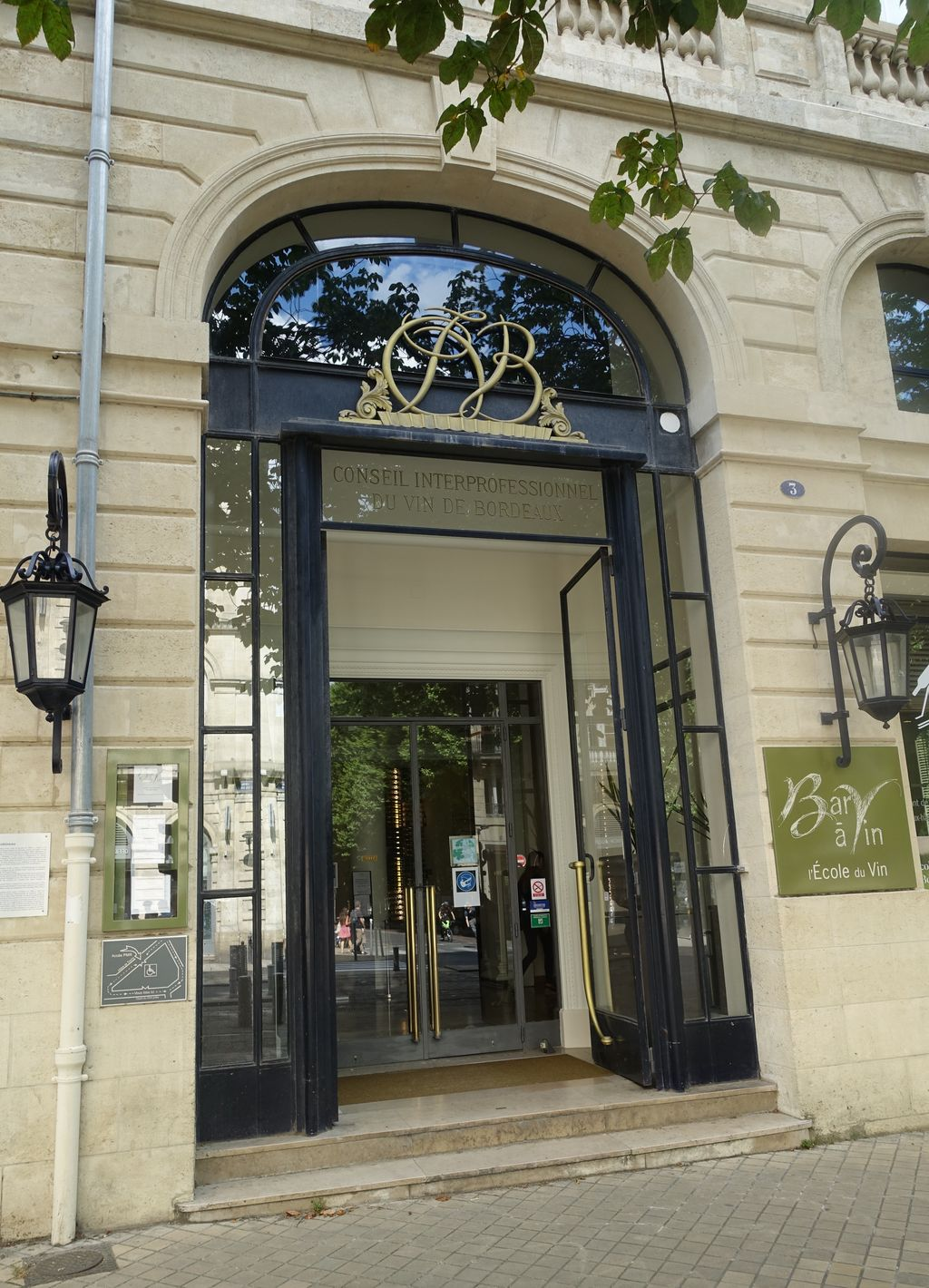
Entrée du CIVB et du bar à vin.
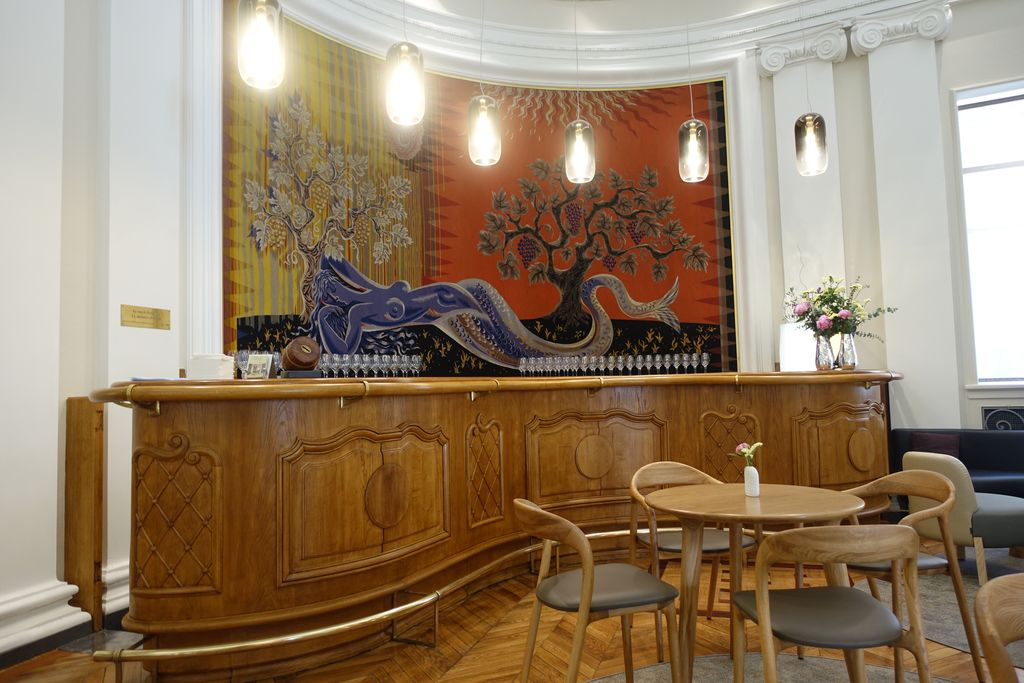
Tapisserie d'Aubusson commandée à Marc Saint-Saëns : « Le vin de Bordeaux, la naissance d'un cru ».
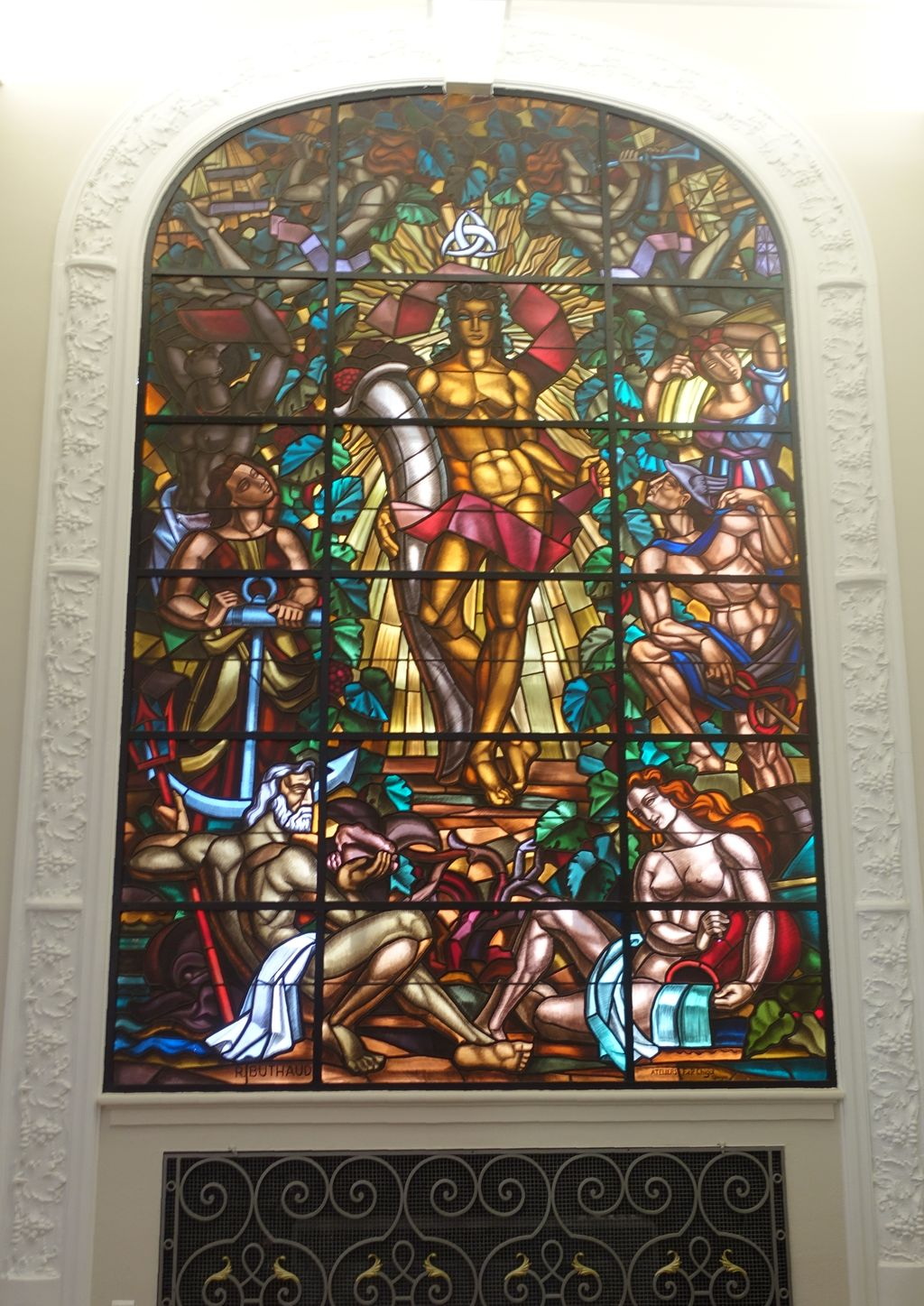
Vitrail de René Buthaud « À la gloire de Bordeaux ».
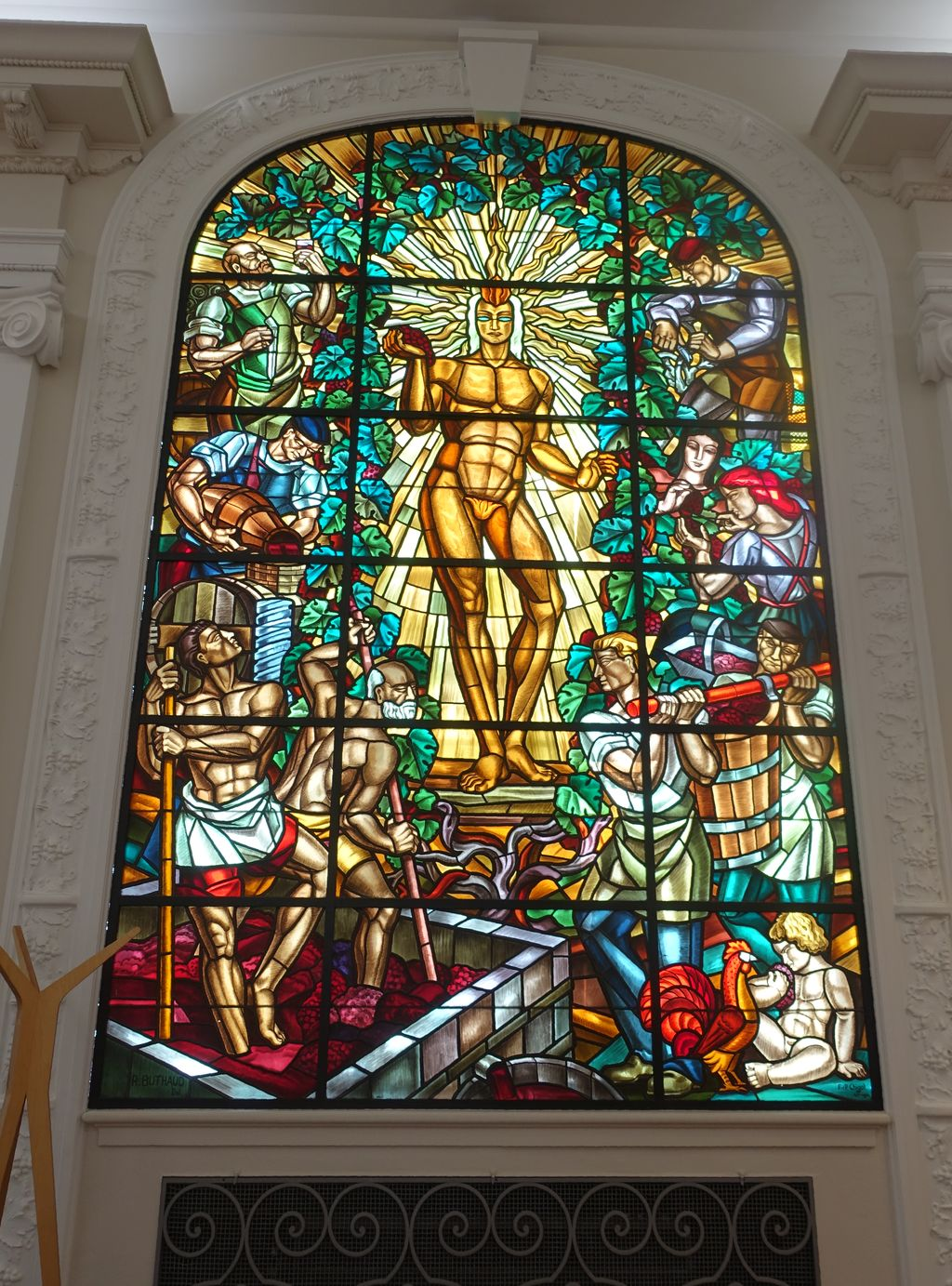
Vitrail de René Buthaud : « Le Triomphe de Bacchus ».

## Liste des présidents
- 1971 : Paul Glotin.
- 1972 : Jean-Paul Jauffret, négociant.
- 2013-2016 : Bernard Farges, viticulteur.
- 2016-2019 : Allan Sichel, négociant.
- Depuis 2019 : Bernard Farges, viticulteur.

## Procès Valérie Murat
En septembre 2020, l'association Alerte aux Toxiques dénonce la présence de résidus de pesticides de synthèse dans 22 vins (dont 19 bordeaux, deux champagnes et un languedoc) certifiés « Haute Valeur Environnementale » (HVE), sur la base d'une étude au financement participatif. Cette présence est toutefois faible et légale, selon le laboratoire Dubernet lui-même, qui prend ses distances d'avec la présentation par Alerte aux Toxiques de ses résultats. Dans la foulée de la publication de ces résultats, le Conseil interprofessionnel du vin de Bordeaux – associé à 25 autres plaignants : châteaux, viticulteurs, syndicats d'appellations, négociants – poursuit au civil Valérie Murat (porte-parole de l'association Alerte aux Toxiques, qui lutte en Gironde contre les phytosanitaires en viticulture depuis que son père est mort d'un cancer). Le motif de la plainte est « dénigrement collectif à l’égard de la filière des vins de Bordeaux ».
Le 25 février 2021, la chambre civile du tribunal judiciaire de Libourne condamne l'association Alerte aux Toxiques et sa porte-parole, à 125 000 € pour dénigrement des vins de Bordeaux. L'arrêt précise au sujet de la publication de l'association anti-pesticides, que leurs « écrits ont été largement diffusés et accompagnés de slogans peu mesurés. Ils constituent sans équivoque un dénigrement fautif ». L'association se voit aussi interdire la diffusion de ses données. Les 125 000 € de dommages et intérêts doivent servir à financer un plan média mettant en avant les efforts environnementaux du CIVB. Me Eric Morain, seul avocat défendant la militante anti-pesticides, face à une demi-douzaine d'avocats pour le monde du vin, dénonce de son côté une « procédure baillon » et fait appel de la décision.
Le CIVB demande alors la radiation de cet appel, au motif que Valérie Murat ne s'est pas encore acquittée de la totalité des sommes exigées, l'appel n'étant pas suspensif. Pour Marie-Lys Bibeyran, présidente du Collectif Info Médoc Pesticides, V. Murat a pourtant « prouvé sa bonne foi » en versant tous les mois depuis le 15 avril 2021, 800 € aux plaignants – soit un total de 4 200 € en septembre. Le 10 novembre 2021, la cour d'appel de Bordeaux confirme la radiation de l'appel formulé par Valérie Murat et l'association Alerte aux Toxiques et conditionne la recevabilité de l'appel au versement préalable au CIVB de l'intégralité des 125 000 € de la condamnation dans les deux ans,.
Le 27 octobre 2023, près de ans après la décision de la cour d'appel, l'association réussit à rassembler les fonds lui permettant de faire appel. Au total, ce sont 2 852 personnes et 27 organisations - dont le parti EELV, le syndicat Confédération paysanne ou l’ONG Les Amis de la Terre - qui ont soutenu financièrement Alerte aux Toxiques. La Cour d’appel de Bordeaux est alors saisie par le CIVB qui de son côté conteste la légalité de la somme réunie pour pouvoir faire appel, estimant que le financement participatif constitue un délit pénal quand il sert à payer des dommages et intérêts. La cour doit statuer le mercredi 11 septembre 2024.